# Populus fremontii
Populus fremontii là một loài thực vật có hoa trong họ Liễu. Loài này được S. Watson miêu tả khoa học đầu tiên năm 1875.

## Hình ảnh

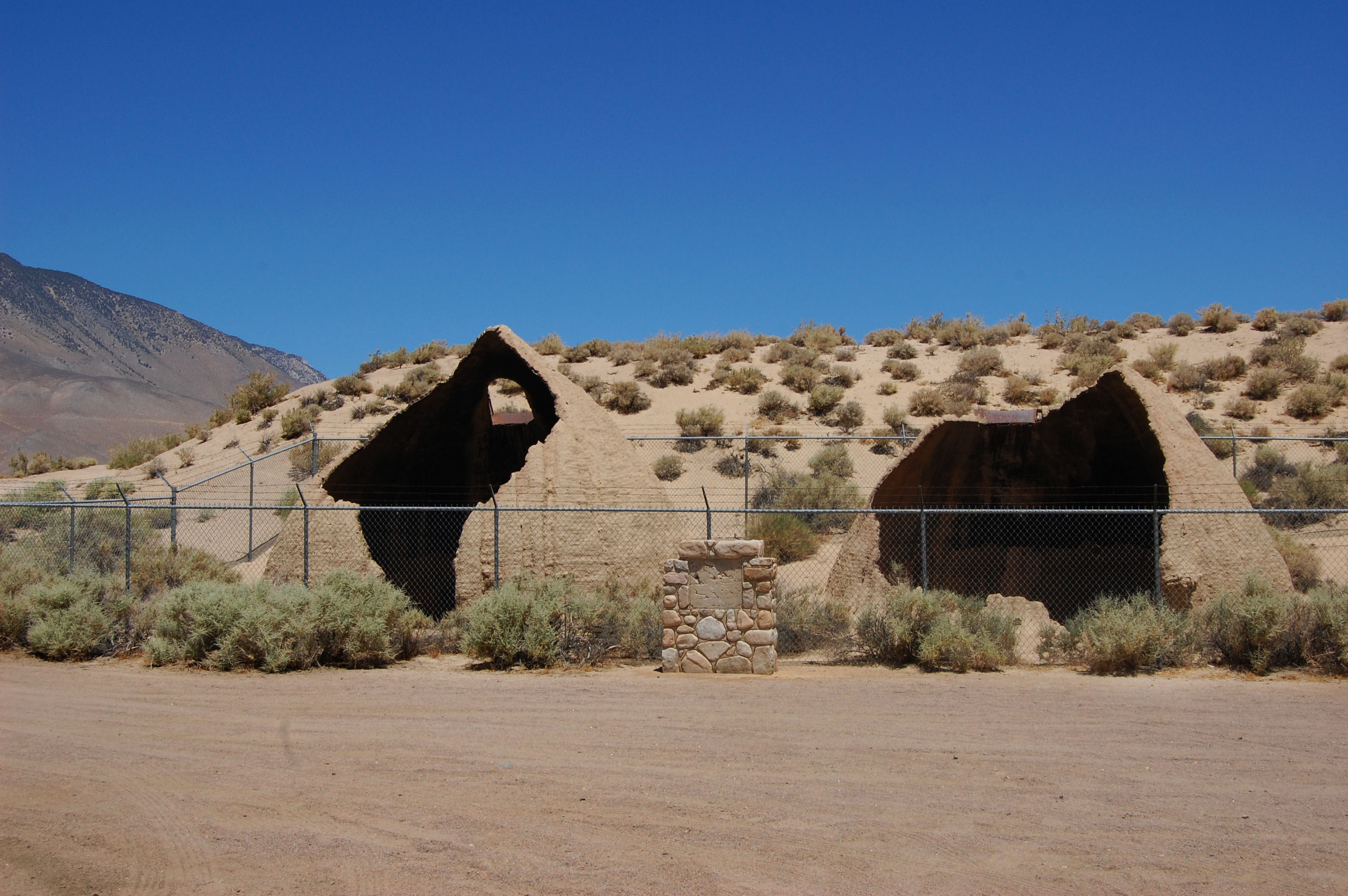
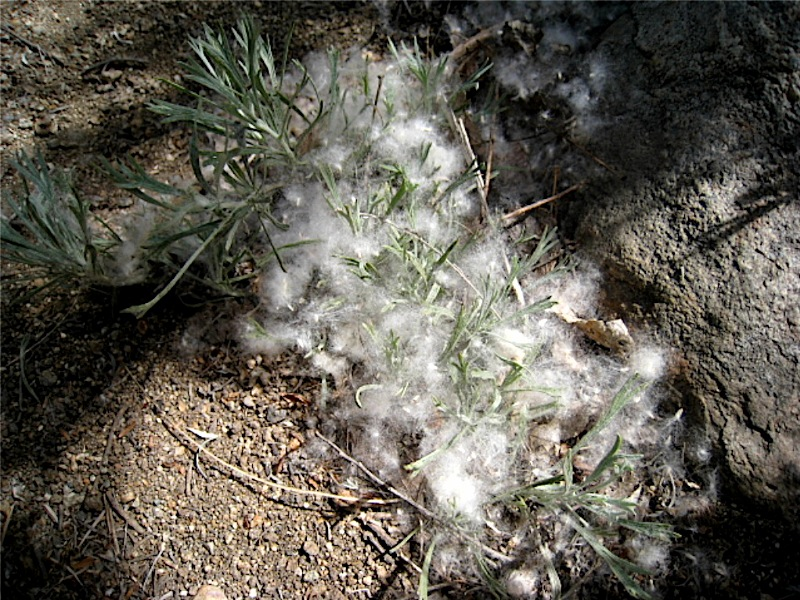
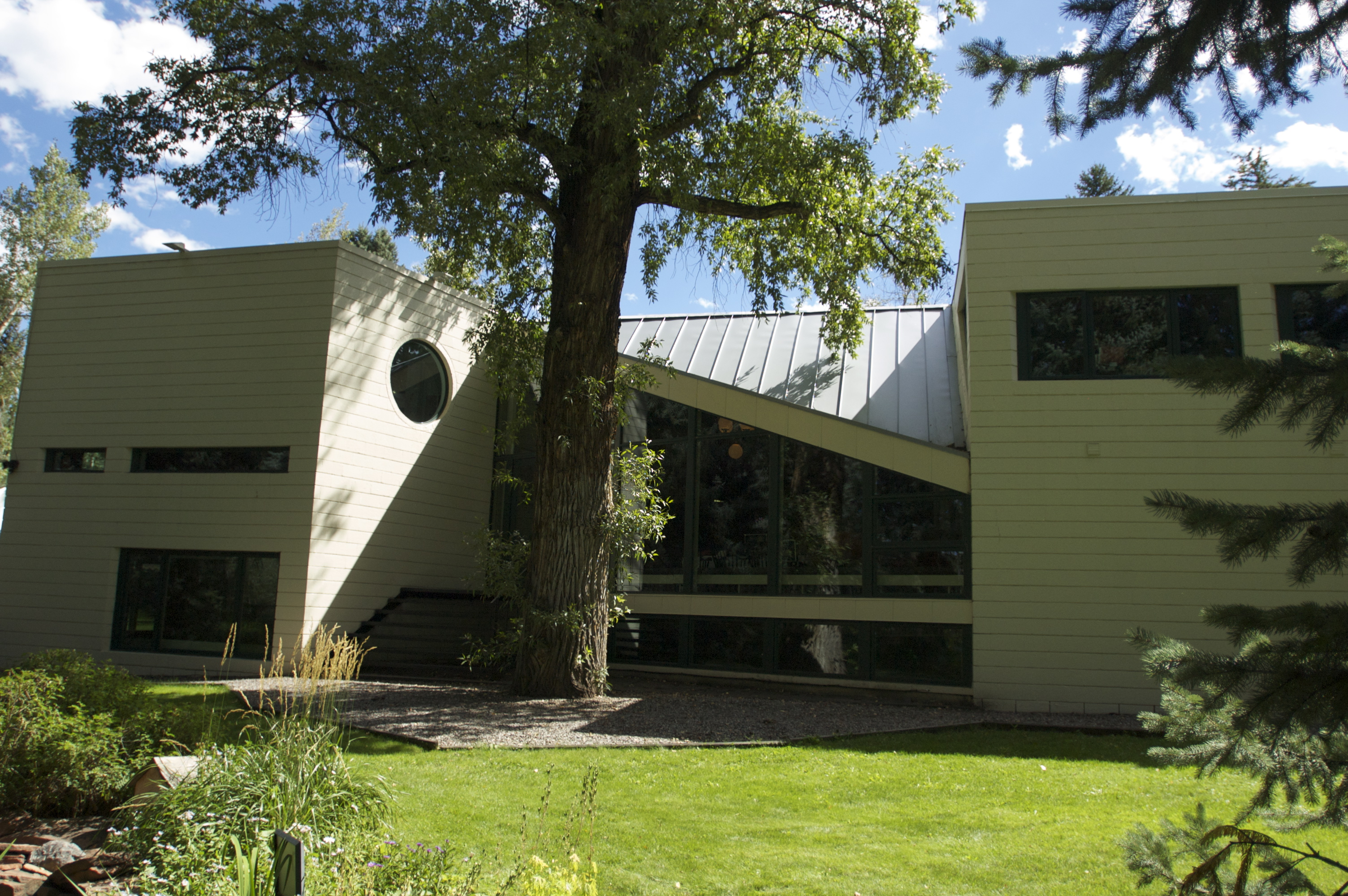
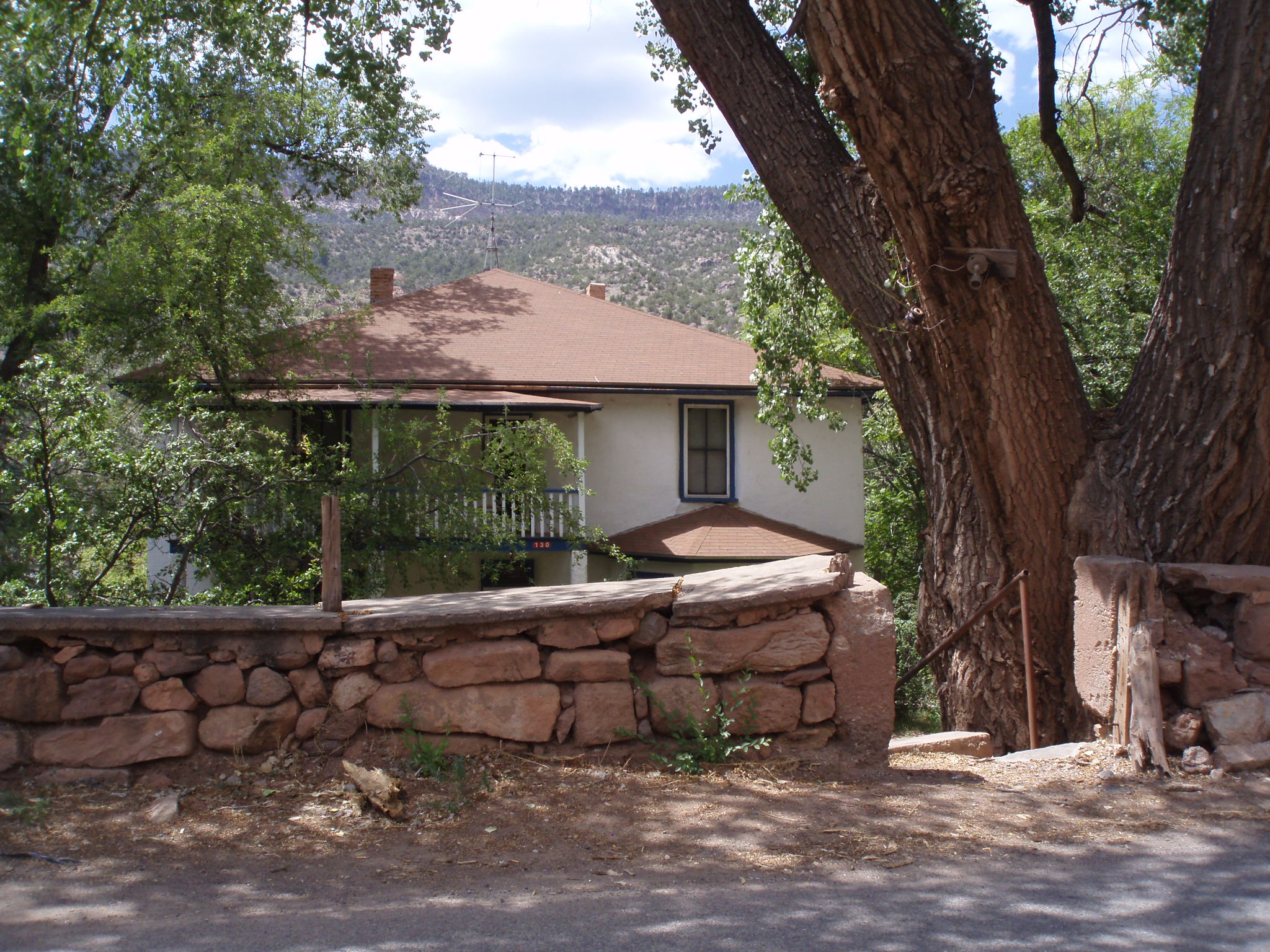